# Złota Malina za najgorsze ekranowe połączenie
Złota Malina dla najgorszej ekranowego połączenia – filmowa antynagroda przyznawana corocznie filmom z roku poprzedzających jej przyznanie. W kategorii tej nagradzani są dowolne połączenia aktorów, części ich ciała, rekwizytów czy postaci wygenerowanych komputerowo. Poniższa lista zawiera nazwiska nagrodzonych, nominowanych oraz filmów i ról, za jakie otrzymali nominacje.
Po raz pierwszy nagrodę w tej kategorii przyznano w 1995 roku podczas 15. ceremonii rozdania Złotych Malin za Najgorszą ekranową parę (Worst Screen Couple) i pod taką nazwą funkcjonowała do 2010 roku. W 2011 nazwę kategorii zmieniono na Najgorsza ekranowa para lub obsada (Worst Screen Couple / Worst Screen Ensemble), co umożliwiło nominowanie całych obsad filmu. W latach 2012–2013 kategoria została rozbita na dwie nagrody – Najgorsza ekranowa para i Najgorsza obsada. Od 2014 roku kategoria nazywana jest Najgorsze ekranowe połączenie (Worst Screen Combo).

## 1994–1999
| Rok                                                                                                | Kombinacja                              | Film |
| -------------------------------------------------------------------------------------------------- | --------------------------------------- | ---- |
| 1994 (15.)                                                                                         |                                         |      |
| Tom Cruise i Brad Pitt (ex aequo)                                                                  | Wywiad z wampirem                       |      |
| Sylvester Stallone i Sharon Stone (ex aequo)                                                       | Specjalista                             |      |
| Dowolne połączenie dwójki osób z obsady                                                            | Barwy nocy                              |      |
| Dan Aykroyd i Rosie O’Donnell                                                                      | Ucieczka do Edenu                       |      |
| Kevin Costner i którakolwiek z jego „trzech żon” (Annabeth Gish, Joanna Going lub Mare Winningham) | Wyatt Earp                              |      |
| 1995 (16.)                                                                                         |                                         |      |
| Dowolne połączenie dwóch osób lub części ich ciała                                                 | Showgirls                               |      |
| William Baldwin i Cindy Crawford                                                                   | Czysta gra                              |      |
| Tim Daly i Sean Young                                                                              | Doktor Jekyll i panna Hyde              |      |
| Dave Foley i Julia Sweeney                                                                         | It’s Pat                                |      |
| Demi Moore i Robert Duvall lub Gary Oldman                                                         | Szkarłatna litera                       |      |
| 1996 (17.)                                                                                         |                                         |      |
| Demi Moore i Burt Reynolds                                                                         | Striptiz                                |      |
| Silikonowe piersi Pameli Anderson                                                                  | Żyleta                                  |      |
| Beavis i Butt-head                                                                                 | Beavis i Butt-head zaliczają Amerykę    |      |
| Marlon Brando i „ten zasrany karzeł” (Nelson de la Rosa)                                           | Wyspa doktora Moreau                    |      |
| Matt LeBlanc i elektryczna małpka Ed                                                               | Małpa na boisku                         |      |
| 1997 (18.)                                                                                         |                                         |      |
| Dennis Rodman i Jean-Claude Van Damme                                                              | Ryzykanci                               |      |
| Sandra Bullock Jason Patric                                                                        | Speed 2: Wyścig z czasem                |      |
| George Clooney i Chris O’Donnell                                                                   | Batman i Robin                          |      |
| Steven Seagal i jego gitara                                                                        | W morzu ognia                           |      |
| Jon Voight i sztuczna anakonda                                                                     | Anakonda                                |      |
| 1998 (19.)                                                                                         |                                         |      |
| Leonardo DiCaprio i Leonardo DiCaprio (jako bliźniaki)                                             | Człowiek w żelaznej masce               |      |
| Ben Affleck i Liv Tyler                                                                            | Armageddon                              |      |
| Dowolne połączenie dwóch postaci, części ciała albo akcesoriów modowych                            | Spice World                             |      |
| Dowolne połączenie dwóch ludzi grających samych siebie                                             | Spalić Hollywood                        |      |
| Ralph Fiennes i Uma Thurman                                                                        | Rewolwer i melonik                      |      |
| 1999 (20.)                                                                                         |                                         |      |
| Kevin Kline i Will Smith                                                                           | Bardzo dziki zachód                     |      |
| Pierce Brosnan i Denise Richards                                                                   | Świat to za mało                        |      |
| Sean Connery i Catherine Zeta-Jones                                                                | Osaczeni                                |      |
| Jake Lloyd i Natalie Portman                                                                       | Gwiezdne wojny: część I – Mroczne widmo |      |
| Lili Taylor i Catherine Zeta-Jones                                                                 | Nawiedzony                              |      |

## 2000–2009
| Rok                                                                                             | Kombinacja                                                                       | Film |
| ----------------------------------------------------------------------------------------------- | -------------------------------------------------------------------------------- | ---- |
| 2000 (21.)                                                                                      |                                                                                  |      |
| John Travolta i ktokolwiek występujący z nim w jednej scenie                                    | Bitwa o Ziemię                                                                   |      |
| Dowolna dwójka aktorów                                                                          | Księga cieni: Blair Witch 2                                                      |      |
| Richard Gere i Winona Ryder                                                                     | Miłość w Nowym Jorku                                                             |      |
| Madonna i Benjamin Bratt albo Rupert Everett                                                    | Układ prawie idealny                                                             |      |
| Arnold Schwarzenegger (jako Adam Gibson) i Arnold Schwarzenegger (jako klon Adama Gibsona)      | 6-ty dzień                                                                       |      |
| 2001 (22.)                                                                                      |                                                                                  |      |
| Tom Green i dowolne maltretowane przez niego zwierzę                                            | Luźny gość                                                                       |      |
| Ben Affleck i Kate Beckinsale albo Josh Hartnett                                                | Pearl Harbor                                                                     |      |
| Piersi Marii Carey                                                                              | Glitter                                                                          |      |
| Burt Reynolds i Sylvester Stallone                                                              | Wyścig                                                                           |      |
| Kurt Russell i Kevin Costner lub Courteney Cox                                                  | 3000 mil do Graceland                                                            |      |
| 2002 (23.)                                                                                      |                                                                                  |      |
| Adriano Giannini i Madonna                                                                      | Rejs w nieznane                                                                  |      |
| Roberto Benigni i Nicoletta Braschi                                                             | Pinokio                                                                          |      |
| Hayden Christensen i Natalie Portman                                                            | Gwiezdne wojny: część II – Atak klonów                                           |      |
| Eddie Murphy i Robert De Niro albo Eddie Murphy i Owen Wilson albo Eddie Murphy i jego klon     | Showtime Ja, szpieg Pluto Nash                                                   |      |
| Britney Spears i „jak mu tam” (Anson Mount)                                                     | Crossroads – Dogonić marzenia                                                    |      |
| 2003 (24.)                                                                                      |                                                                                  |      |
| Ben Affleck i Jennifer Lopez                                                                    | Gigli                                                                            |      |
| Kelly Clarkson i Justin Guarini                                                                 | Justin i Kelly                                                                   |      |
| Ashton Kutcher i Brittany Murphy albo Ashton Kutcher i Tara Reid                                | Nowożeńcy Córka mojego szefa                                                     |      |
| Mike Myers i Rzecz Pierwsza albo Rzecz Druga                                                    | Kot                                                                              |      |
| Eric Christian Olsen i Derek Richardson                                                         | Głupi i głupszy 2: Kiedy Harry poznał Lloyda                                     |      |
| 2004 (25.)                                                                                      |                                                                                  |      |
| George W. Bush i Condoleezza Rice albo jego koza                                                | Fahrenheit 9.11                                                                  |      |
| Ben Affleck i Jennifer Lopez albo Liv Tyler                                                     | Dziewczyna z Jersey                                                              |      |
| Halle Berry i Benjamin Bratt albo Sharon Stone                                                  | Kobieta-Kot                                                                      |      |
| Mary-Kate i Ashley Olsen                                                                        | Nowy Jork, nowa miłość                                                           |      |
| Shawn Wayans i Marlon Wayans (przebrani za kobiety lub nie)                                     | Agenci bardzo specjalni                                                          |      |
| 2005 (26.)                                                                                      |                                                                                  |      |
| Will Ferrell i Nicole Kidman                                                                    | Czarownica                                                                       |      |
| Jamie Kennedy i ktokolwiek, kto został zmuszony do zagrania z nim jakiejś sceny                 | Dziedzic maski                                                                   |      |
| Jenny McCarthy i ktokolwiek na tyle głupi, żeby się z nią zaprzyjaźnić albo umówić na randkę    | Dirty Love                                                                       |      |
| Rob Schneider i jego pieluchy                                                                   | Deuce Bigalow: Boski żigolo w Europie                                            |      |
| Jessica Simpson i jej rola Daisy Duke                                                           | Diukowie Hazzardu                                                                |      |
| 2006 (27.)                                                                                      |                                                                                  |      |
| Shawn Wayans i Kerry Washington albo Marlon Wayans                                              | Mały                                                                             |      |
| Tim Allen i Martin Short                                                                        | Śnięty Mikołaj 3: Uciekający Mikołaj                                             |      |
| Nicolas Cage i jego kostium niedźwiedzia                                                        | Kult                                                                             |      |
| Hilary i Haylie Duff                                                                            | Dziedziczki                                                                      |      |
| Piersi po liposukcji Sharon Stone                                                               | Nagi instynkt 2                                                                  |      |
| 2007 (28.)                                                                                      |                                                                                  |      |
| Lindsay Lohan i Lindsay Lohan (jako jej yin i yang)                                             | Wiem, kto mnie zabił                                                             |      |
| Jessica Alba i Hayden Christensen albo Jessica Alba Dane Cook albo Jessica Alba i Ioan Gruffudd | Przebudzenie Facet pełen uroku Fantastyczna Czwórka: Narodziny Srebrnego Surfera |      |
| Dowolne połączenie dwóch kompletnie przygłupich postaci                                         | Bratz                                                                            |      |
| Eddie Murphy (jako Norbit) i Eddie Murphy (jako pan Wong) lub Eddie Murphy (jako Rasputia)      | Norbit                                                                           |      |
| Adam Sandler i Kevin James albo Jessica Biel                                                    | Państwo młodzi: Chuck i Larry                                                    |      |
| 2008 (29.)                                                                                      |                                                                                  |      |
| Paris Hilton i Christine Lakin albo Joel David Moore                                            | Muza i meduza                                                                    |      |
| Uwe Boll i „dowolny aktor, kamera albo scenariusz”                                              |                                                                                  |      |
| Cameron Diaz i Ashton Kutcher                                                                   | Co się zdarzyło w Las Vegas                                                      |      |
| Larry the Cable Guy i Jenny McCarthy                                                            | Świadek bezbronny                                                                |      |
| Eddie Murphy w Eddiem Murphym                                                                   | Mów mi Dave                                                                      |      |
| 2009 (30.)                                                                                      |                                                                                  |      |
| Sandra Bullock i Bradley Cooper                                                                 | Wszystko o Stevenie                                                              |      |
| Dowolni dwaj (lub więcej) bracia Jonas                                                          | Jonas Brothers: Koncert 3D                                                       |      |
| Will Ferrell i dowolny aktor, stworzenie albo „gag”                                             | Zaginiony ląd                                                                    |      |
| Shia LaBeouf i Megan Fox albo dowolny transformer                                               | Transformers: Zemsta upadłych                                                    |      |
| Kristen Stewart i Taylor Lautner albo Robert Pattinson                                          | Saga „Zmierzch”: Księżyc w nowiu                                                 |      |

## 2010–2019
| Rok                                                                                   | Kombinacja                                                  | Film |
| ------------------------------------------------------------------------------------- | ----------------------------------------------------------- | ---- |
| 2010 (31.)                                                                            |                                                             |      |
| Cała obsada filmu                                                                     | Seks w wielkim mieście 2                                    |      |
| Jennifer Aniston i Gerard Butler                                                      | Dorwać byłą                                                 |      |
| Twarz Josha Brolina i akcent Megan Fox                                                | Jonah Hex                                                   |      |
| Cała obsada filmu                                                                     | Ostatni władca wiatru                                       |      |
| Cała obsada filmu                                                                     | Saga „Zmierzch”: Zaćmienie                                  |      |
| 2011: Najgorsza para (32.)                                                            |                                                             |      |
| Adam Sandler i Katie Holmes, Al Pacino albo Adam Sandler                              | Jack i Jill                                                 |      |
| Nicolas Cage i ktokolwiek, kto wystąpił z nim w jednej scenie                         | Polowanie na czarownice, Piekielna zemsta, Anatomia strachu |      |
| Shia LaBeouf i Rosie Huntington Whiteley                                              | Transformers 3                                              |      |
| Adam Sandler i Jennifer Aniston albo Brooklyn Decker                                  | Żona na niby                                                |      |
| Kristen Stewart i Taylor Lautner albo Robert Pattinson                                | Saga „Zmierzch”: Przed świtem – część 1                     |      |
| 2011: Najgorsza obsada (32.)                                                          |                                                             |      |
| Cała obsada                                                                           | Jack i Jill                                                 |      |
| Cała obsada                                                                           | Bucky Larson: Urodzony gwiazdor                             |      |
| Cała obsada                                                                           | Sylwester w Nowym Jorku                                     |      |
| Cała obsada                                                                           | Transformers 3                                              |      |
| Cała obsada                                                                           | Saga „Zmierzch”: Przed świtem – część 1                     |      |
| 2012: Najgorsza para (33.)                                                            |                                                             |      |
| Mackenzie Foy i Taylor Lautner                                                        | Saga „Zmierzch”: Przed świtem – część 2                     |      |
| Dowolne dwie postaci z Ekipy z New Jersey                                             | Głupi, głupszy, najgłupszy                                  |      |
| Robert Pattinson i Kristen Stewart                                                    | Saga „Zmierzch”: Przed świtem – część 2                     |      |
| Tyler Perry i on sam w przebraniu kobiety                                             | Ciotka kontra mafia                                         |      |
| Adam Sandler i Leighton Meester, Andy Samberg albo Susan Sarandon                     | Spadaj, tato                                                |      |
| 2012: Najgorsza obsada (33.)                                                          |                                                             |      |
| Cała obsada                                                                           | Saga „Zmierzch”: Przed świtem – część 2                     |      |
| Cała obsada                                                                           | Battleship: Bitwa o Ziemię                                  |      |
| Cała obsada                                                                           | Ciotka kontra mafia                                         |      |
| Cała obsada                                                                           | The Oogieloves in the Big Balloon Adventure                 |      |
| Cała obsada                                                                           | Spadaj, tato                                                |      |
| 2013 (34.)                                                                            |                                                             |      |
| Jaden Smith i Will Smith na planecie nepotyzmu                                        | 1000 lat po Ziemi                                           |      |
| Cała obsada                                                                           | Jeszcze większe dzieci                                      |      |
| Cała obsada                                                                           | Movie 43                                                    |      |
| Lindsay Lohan i Charlie Sheen                                                         | Straszny film 5                                             |      |
| Tyler Perry i Larry the Cable Guy albo jego znoszona peruka                           | A Madea Christmas                                           |      |
| 2014 (35.)                                                                            |                                                             |      |
| Kirk Cameron i jego ego                                                               | Saving Christmas                                            |      |
| Dowolna kombinacja robotów, aktorów albo robotycznych aktorów                         | Transformers: Wiek zagłady                                  |      |
| Cameron Diaz i Jason Segel                                                            | Sekstaśma                                                   |      |
| Kellan Lutz i jego mięśnie, klata piersiowa lub pośladki                              | Legenda Herkulesa                                           |      |
| Seth MacFarlane i Charlize Theron                                                     | Milion sposobów, jak zginąć na Zachodzie                    |      |
| 2015 (36.)                                                                            |                                                             |      |
| Jamie Dornan i Dakota Johnson                                                         | Pięćdziesiąt twarzy Greya                                   |      |
| Czworo „fantastycznych”                                                               | Fantastyczna Czwórka                                        |      |
| Johnny Depp i jego doklejone wąsy                                                     | Bezwstydny Mortdecai                                        |      |
| Kevin James i jego segway albo doklejone wąsy                                         | Oficer Blart w Las Vegas                                    |      |
| Adam Sandler i dowolna para butów                                                     | Magik z Nowego Jorku                                        |      |
| 2016 (37.)                                                                            |                                                             |      |
| Ben Affleck i jego najlepszy nieprzyjaciel Henry Cavill                               | Batman v Superman: Świt sprawiedliwości                     |      |
| Dowolni dwaj egipscy bogowie lub śmiertelnicy                                         | Bogowie Egiptu                                              |      |
| Johnny Depp i jego sprawiający, że chce się wymiotować kolorowy kostium               | Alicja po drugiej stronie lustra                            |      |
| Cała obsada składająca się z niegdyś poważanych aktorów                               | Ukryte piękno                                               |      |
| Tyler Perry i jego znoszona peruka, którą nosi w każdym filmie                        | Bu2! Madea i Halloween                                      |      |
| Ben Stiller i jego nieśmieszny kumpel Owen Wilson                                     | Zoolander 2                                                 |      |
| 2017 (38.)                                                                            |                                                             |      |
| Dowolne dwie obrzydliwe emotikony                                                     | Emotki: Film                                                |      |
| Dowolne połączenie dwojga bohaterów, dwóch sekszabawek albo dwóch pozycji seksualnych | Ciemniejsza strona Greya                                    |      |
| Dowolne połączenie dwojga ludzi, dwóch robotów albo dwóch wybuchów                    | Transformers: Ostatni rycerz                                |      |
| Johnny Depp i jego nieśmieszna już rola pijaka                                        | Piraci z Karaibów: Zemsta Salazara                          |      |
| Tyler Perry i: albo jego znoszona spódnica, albo stara peruka                         | Bu2! Madea i Halloween                                      |      |
| 2018 (39.)                                                                            |                                                             |      |
| Donald Trump i jego utrzymująca się małostkowość                                      | Fahrenheit 11/9 i Death of a Nation                         |      |
| Jason Derulo i jego komputerowo wygenerowane krocze                                   | Rozpruci na śmierć                                          |      |
| Johnny Depp i jego szybko przenikająca kariera                                        | Gnomeo i Julia: Tajemnica zaginionych krasnali              |      |
| Will Ferrell i John C. Reilly niszczący dwie najbardziej ukochane postacie literackie | Sherlock Holmes                                             |      |
| Kelly Preston i John Travolta za recenzje jak za Bitwę o Ziemię                       | Gotti                                                       |      |
| 2019 (40.)                                                                            |                                                             |      |
| Dowolne dwa półkocie albo półludzkie futrzaki                                         | Koty                                                        |      |
| Jason Derulo i jego komputerowo wygenerowane krocze                                   | Koty                                                        |      |
| Tyler Perry i Tyler Perry (albo Tyler Perry)                                          | Rodzinny pogrzeb Madei                                      |      |
| Sylvester Stallone i jego bezsilny gniew                                              | Rambo: Ostatnia krew                                        |      |
| John Travolta i wszystkie scenariusze, które przyjmuje                                |                                                             |      |

## 2020–2029
| Rok | Kombinacja                           | Film |
| --- | ------------------------------------ | ---- |
| 2020 (41.) |                                      |      |
| Rudy Giuliani i jego rozporek                                                                                     | Kolejny film o Boracie               |      |
| Robert Downey Jr. i jego wielce nieprzekonujący „walijski” akcent                                                 | Doktor Dolittle                      |      |
| Harrison Ford i okropnie animowany komputerowo „pies”                                                             | Zew krwi                             |      |
| Lauren Lapkus i David Spade                                                                                       | Niewłaściwa Missy                    |      |
| Adam Sandler i jego zachrypnięty głos prostaczka                                                                  | Hubie ratuje Halloween               |      |
| 2021 (42.) |                                      |      |
| LeBron James i dowolna animowana postać Warner Bros. (lub produkt), na który się poci                             | Kosmiczny mecz: Nowa era             |      |
| dowolna osoba z obsady i dowolna scena śpiewana (lub choreografia)                                                | Diana: Musical                       |      |
| Jared Leto i którakolwiek z tych rzeczy: 17-funtowa lateksowa twarz, ubrania lub śmieszny akcent                  | Dom Gucci                            |      |
| Ben Platt i którakolwiek z postaci, która udaje tak jak on, że śpiewanie 24/7 jest normalne                       | Drogi Evanie Hansenie                |      |
| Tom i Jerry (czyli Poharatka i Zdrapek)                                                                           | Tom i Jerry                          |      |
| 2022 (43.) |                                      |      |
| Tom Hanks i jego obciążona lateksem twarz                                                                         | Elvis                                |      |
| Andrew Dominik i jego problemy z kobietami                                                                        | Blondynka                            |      |
| para bohaterów bazująca na prawdziwych postaciach w scenie łóżkowej w Białym Domu                                 | Blondynka                            |      |
| Machine Gun Kelly i Mod Sun                                                                                       | Miłego żalu                          |      |
| kontynuacje 365 dni                                                                                               | Kolejne 365 dni i 365 dni: Ten dzień |      |
| 2023 (44.) |                                      |      |
| Kubuś Puchatek i Prosiaczek jako krwiożerczy mordercy                                                             | Puchatek: Krew i miód                |      |
| dowolna para „bezlitosnych najemników”                                                                            | Niezniszczalni 4                     |      |
| dowolna para inwestorów, którzy dołożyli się do łącznej sumy 400 milionów dolarów za prawa do remake’u Egzorcysty | Egzorcysta: Wyznawca                 |      |
| Ana de Armas i Chris Evans                                                                                        | Randka, bez odbioru                  |      |
| Salma Hayek i Channing Tatum                                                                                      | Magic Mike: Ostatni taniec           |      |
| 2024 (45.) |                                      |      |
| Joaquin Phoenix i Lady Gaga                                                                                       | Joker: Folie à deux                  |      |
| dowolne dwie obrzydliwe postacie (ze szczególnym uwzględnieniem Jacka Blacka)                                     | Borderlands                          |      |
| dowolnych dwoje nieśmiesznych „aktorów komediowych”                                                               | Bez lukru                            |      |
| cała obsada | Megalopolis                          |      |
| Dennis Quaid i Penelope Ann Miller                                                                                | Reagan                               |      |